# Collins (Missouri)
Collins és una població dels Estats Units a l'estat de Missouri. Segons el cens del 2000 tenia 176 habitants.

## Demografia
Segons el cens del 2000, Collins tenia 176 habitants, 73 habitatges, i 48 famílies. La densitat de població era de 453 habitants per km².
Dels 73 habitatges en un 28,8% hi vivien nens de menys de 18 anys, en un 46,6% hi vivien parelles casades, en un 15,1% dones solteres, i en un 34,2% no eren unitats familiars. En el 27,4% dels habitatges hi vivien persones soles el 16,4% de les quals corresponia a persones de 65 anys o més que vivien soles. El nombre mitjà de persones vivint en cada habitatge era de 2,41 i el nombre mitjà de persones que vivien en cada família era de 2,83.
Per edats la població es repartia de la següent manera: un 25,6% tenia menys de 18 anys, un 7,4% entre 18 i 24, un 23,3% entre 25 i 44, un 25,6% de 45 a 60 i un 18,2% 65 anys o més.
L'edat mediana era de 40 anys. Per cada 100 dones de 18 o més anys hi havia 92,6 homes.
La renda mediana per habitatge era de 22.292 $ i la renda mediana per família de 24.375 $. Els homes tenien una renda mediana de 30.313 $ mentre que les dones 17.083 $. La renda per capita de la població era de 10.344 $. Entorn del 31,1% de les famílies i el 30,7% de la població estaven per davall del llindar de pobresa.

## Poblacions més properes
El següent diagrama mostra les poblacions més properes.